# Adolescente delle caverne
Adolescente delle caverne (Teenage Cave Man, conosciuto anche come I Was a Teenage Caveman o Teenage Caveman) è un film statunitense del 1958 diretto da Roger Corman.

## Trama
Una tribù di uomini primitivi in una terra desolata lotta per sopravvivere, nonostante un ambiente rigoglioso si trovi dall'altro lato di un vicino fiume. Essi si rifiutano di attraversarlo a causa di un antico racconto che li mette in guardia da un dio, in agguato dall'altra parte, che provoca la morte con un solo tocco.
Un giovane della tribù decide di sfidare la legge e di attraversare il fiume per affrontare il "dio" mentre la tribù lo insegue per ucciderlo perché ha violato la "legge". Si imbattono quindi nel mostro e scoprono che in realtà è un orribile gigante umanoide. Nonostante i tentativi del giovane di non attaccarlo, la tribù uccide il mostro con una sassaiola. Nell'epilogo una voce fuori campo rivela la verità: l'orrendo gigante era in realtà l'ultimo di un gruppo di sopravvissuti ad un antico olocausto nucleare. Mentre il resto dell'umanità era sopravvissuta al disastro riorganizzandosi in tribù come al tempo dell'età della pietra, essi si erano trasformati a causa delle radiazioni e avevano assunto quell'orribile aspetto per il quale l'altro gruppo aveva paura e ne aveva tramandato la leggenda facendo diventare l'ultimo sopravvissuto un dio orribile e malvagio.

## Produzione
Il film fu prodotto dalla American International Pictures e dalla Malibu Productions, diretto da Roger Corman e girato nel 1958 ad Arcadia e nel Bronson Canyon, in California con un budget stimato in 70.000 dollari. Inizialmente il titolo era Prehistoric World, poi la AIP lo cambiò in Teenage Cave Man. L'attore Beach Dickerson, che aveva lavorato regolarmente con Corman nelle produzioni degli anni precedenti, interpretò in questo film ben quattro ruoli, di cui solo uno principale (il ragazzo biondo della tribù) e gli altri da semplice comprimario o addirittura da comparsa.

## Distribuzione
Alcune delle uscite internazionali sono state:
- luglio 1958 negli Stati Uniti (Teenage Cave Man)
- in Italia (Adolescente delle caverne)
- in Venezuela (El adolescente de las cavernas)

## Promozione
Le tagline sono:
- "The future of humanity is in his hands." ("Il futuro dell'umanità è nelle sue mani.").
- "Prehistoric Lovers Against Primitive Beasts!" ("Amanti preistorico contro feroci bestie!").
- "Nuclear holocaust has destroyed the world as we know it--and now the future of humanity is in the hands of teenage Caveman!" ("Un olocausto nucleare ha distrutto il mondo così come lo conosciamo - e ora il futuro dell'umanità è nelle mani di un adolescente delle caverne!").
- "Prehistoric Rebels Against Prehistoric Monsters!" ("Ribelli preistorici contro mostri preistorici!").

## Remake
Il film è stato rifatto nel 2002 con il titolo di Adolescente delle caverne (Teenage Caveman) per la serie di film per la TV, prodotta dalla Cinemax, denominata Creature Features (Le creature del brivido in Italia).